# Virola surinamensis
Virola surinamensis är en tvåhjärtbladig växtart som först beskrevs av Rolander, och fick sitt nu gällande namn av Otto Warburg. Virola surinamensis ingår i släktet Virola och familjen Myristicaceae. IUCN kategoriserar arten globalt som starkt hotad. Inga underarter finns listade i Catalogue of Life.